# Лонджи
Лонджи; также лоунчжи, лончжи, лонжи (бирм. လုံချည် — [lòʊɴdʑì] — лоунчхи) — предмет одежды, отрез ткани, который носят на манер юбки бирманцы (запахивая спереди) и бирманки (заправляя её на левом боку). Размеры полотна — примерно 2 м в длину и 80 см в ширину, поэтому при ношении лонджи может спускаться до пят. Также иногда мужчины заправляют нижний край за пояс, в результате чего лонджи превращается в шорты. Аналогичные виды одежды распространены по всему региону, например, саронг и лунги.
Женская юбка называется «тхамэйн» или «тхами» (бирм. ထဘီ), а мужская — «пасхоу» (бирм. ပုဆိုး). С лонджи носят сандалии и головной убор гаунбаун.

## История
Старинная мьянманская пословица гласит: «Если мужчина не умеет читать, то он как слепой; если женщина не умеет ткать, то она как калека». С древних времён и до современности ткачеством занимаются исключительно женщины, они же выбирают узор и цвет будущей материи.
Слово «лоунчхи» (лонджи) изначально означало саронги мужчин-малайцев. В доколониальные времена мужские юбки, называвшиеся таунши-пасхоу (бирм. တောင်ရှည်ပုဆိုး), отличались от современных, они были длиннее (по 9,1 м), а концы полотна не были сшиты вместе; женские тхамэйн представляли собой 1,4-метровое полотно, несшитое спереди, с пристроченной сверху широкой полосой тёмного хлопка или бархата, в середине находилась ткань с узором, а внизу — белая или красная полоса материи, спускавшаяся на землю шлейфом.
В начале колониального правления в Нижней Бирме и городах быстро переняли малайские «лунги», более удобные в носке.

## Внешний вид

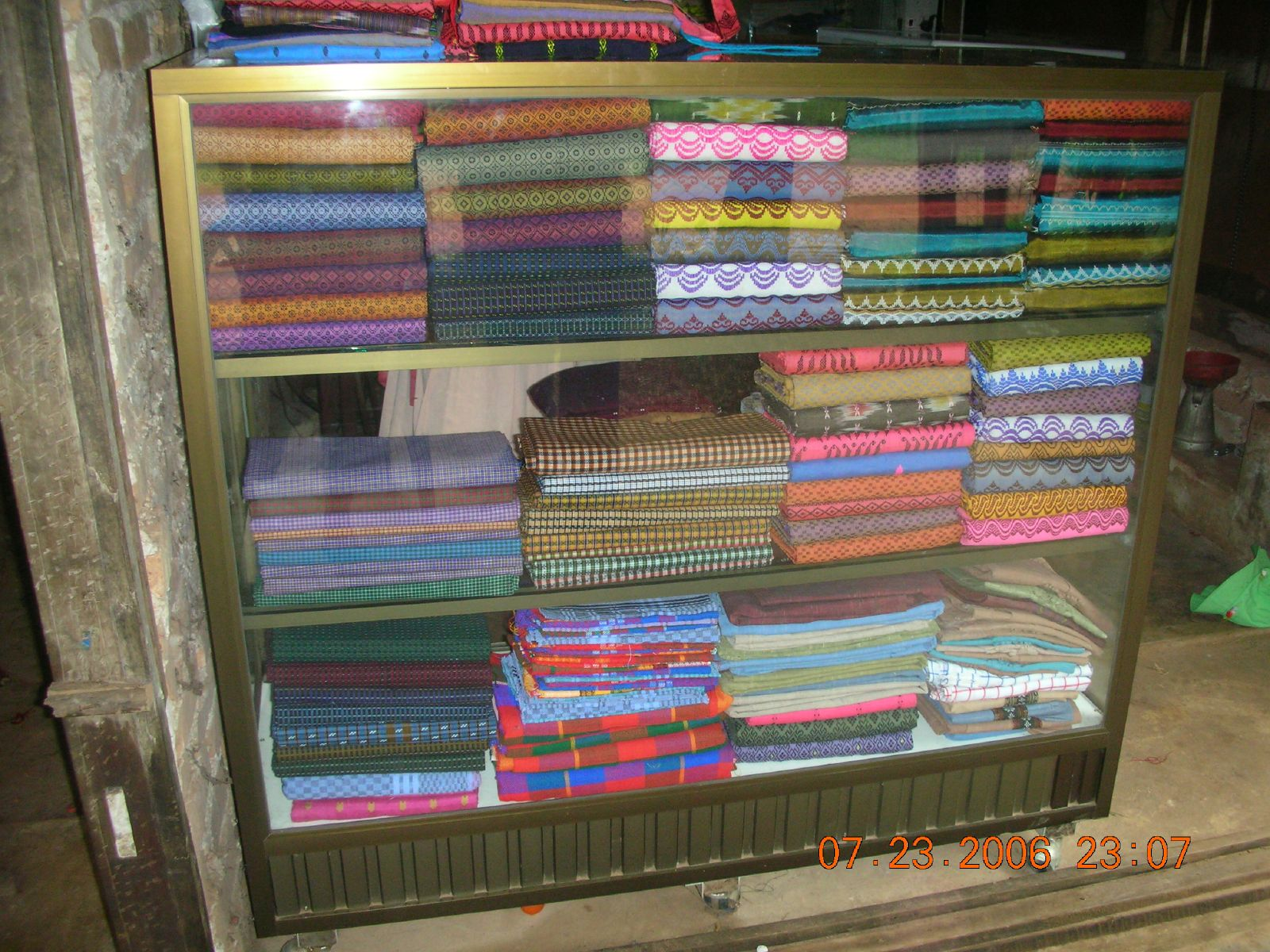
Прилавок с лонджи

Лонджи — общий термин, мужские юбки-пасхоу отличаются от женских-тхамэйн как узорами, так и способом повязывания. Излишек ткани на цилиндрических пасхоу при надевании перекрещивается под пупком, а тхамэйн часто представляют собой несшитое полотно, его при надевании заправляют за пояс на левой стороне. Лонджи в течение дня приходится перезавязывать, это ритуализированное действие, особенно для мужчин.
Пасхоу обычно окрашены в полоску или клетку, их можно носить любой стороной и даже вывернутыми наружу. На тхамэйн, в отличие от пасхоу, есть тёмная верхняя часть «атхасин» (бирм. အထက်ဆင့်). Тхамэйн более яркие, на них часто бывают растительные мотивы. Обычный материал для лонджи — хлопок и сатин. Более богатые юбки изготавливают из шёлка, особенно славился шёлк из Сикайна и штата Ракхайн.

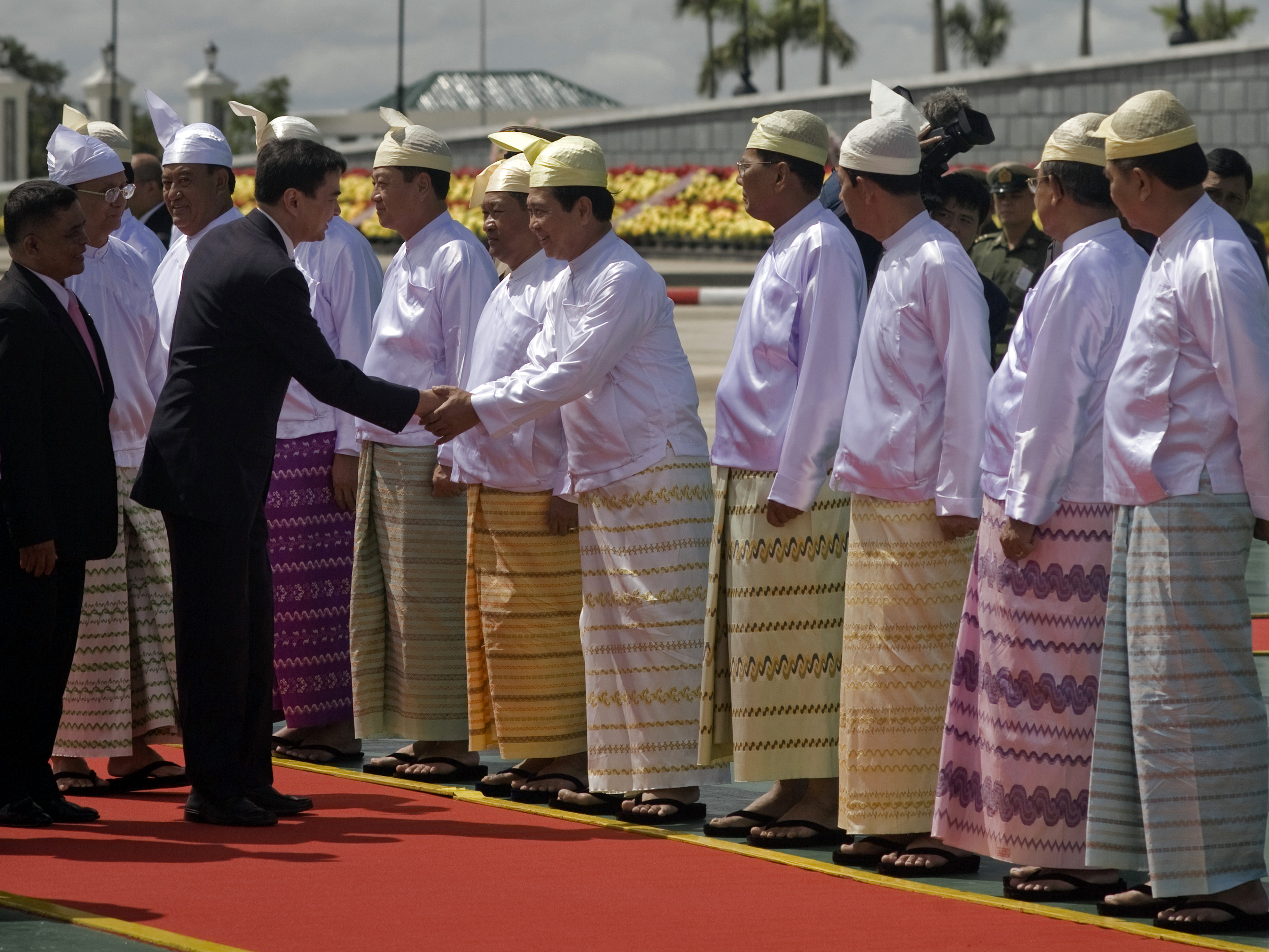
Правительство встречает тайского премьер-министра

На торжества и женщины и мужчины носят шёлковые лонджи. Самые дорогие лонджи «ачхэй» (бирм. အချိတ်), богато украшенные узором в виде волн или гусиных лапок, изготавливают в Амарапуре; это обычная одежда жениха и невесты на бирманской свадьбе. Узоры для ачхэй со своеобразным переплетением (отсюда и название «ачхэй», то есть, «переплетение, зацепление») принесли в Амарапуру манипурские пленники.
В октябре 2010 года во время визита тайского премьер-министра члены правительства были одеты в «ачхэй» женского типа. Причиной этому различные источники называют желание ослабить «магические силы» Аун Сан Су Чжи путём исполнения одного из традиционных ритуалов.
Зелёная лонджи и белая рубашка «аингуи» (бирм. အင်္ဂျီ) — обычная женская школьная форма (ученики мужского пола носят либо лонджи, либо брюки).

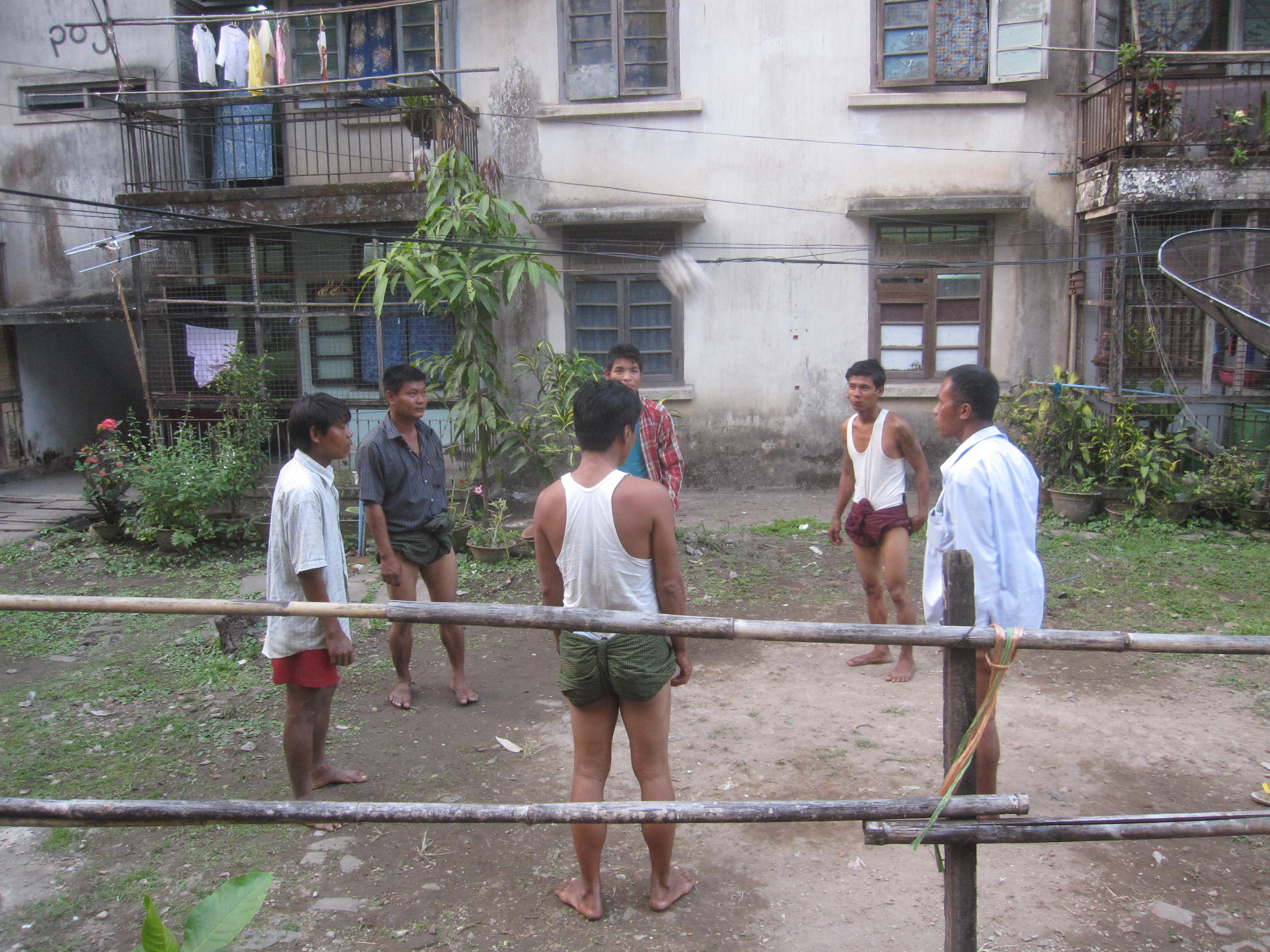
Мьянманцы играют в мяч в подвёрнутых лонджи. Янгон.

Имеются этнические и региональные варианты лонджи. К примеру, монские лонджи всегда красного цвета, так как в монской культуре красный — цвет чистоты и храбрости; каренские пасхоу часто имеют горизонтальные полосы или орнамент, изображающий посадку риса. Качинские праздничные женские лонджи изготавливают из шерсти и украшают зигзагообразными узорами или ромбами. Собственные орнаменты и красители есть в районе озера Инле, округа Магуэ.
Лонджи — удобная одежда в жарком климате, она защищает от солнечных лучей и позволяет воздуху обдувать ноги. Если требуется бо́льшая свобода движения (например, для игры в мяч), то мужчины пропускают подол между ног и заправляют его за пояс, таким образом получается «пасхоу-кхатаун-чжай» (бирм. ပုဆိုးခါးတောင်းကျိုက်), разновидность шорт. В древности пасхоу-кхатаун-чжай носили солдаты.

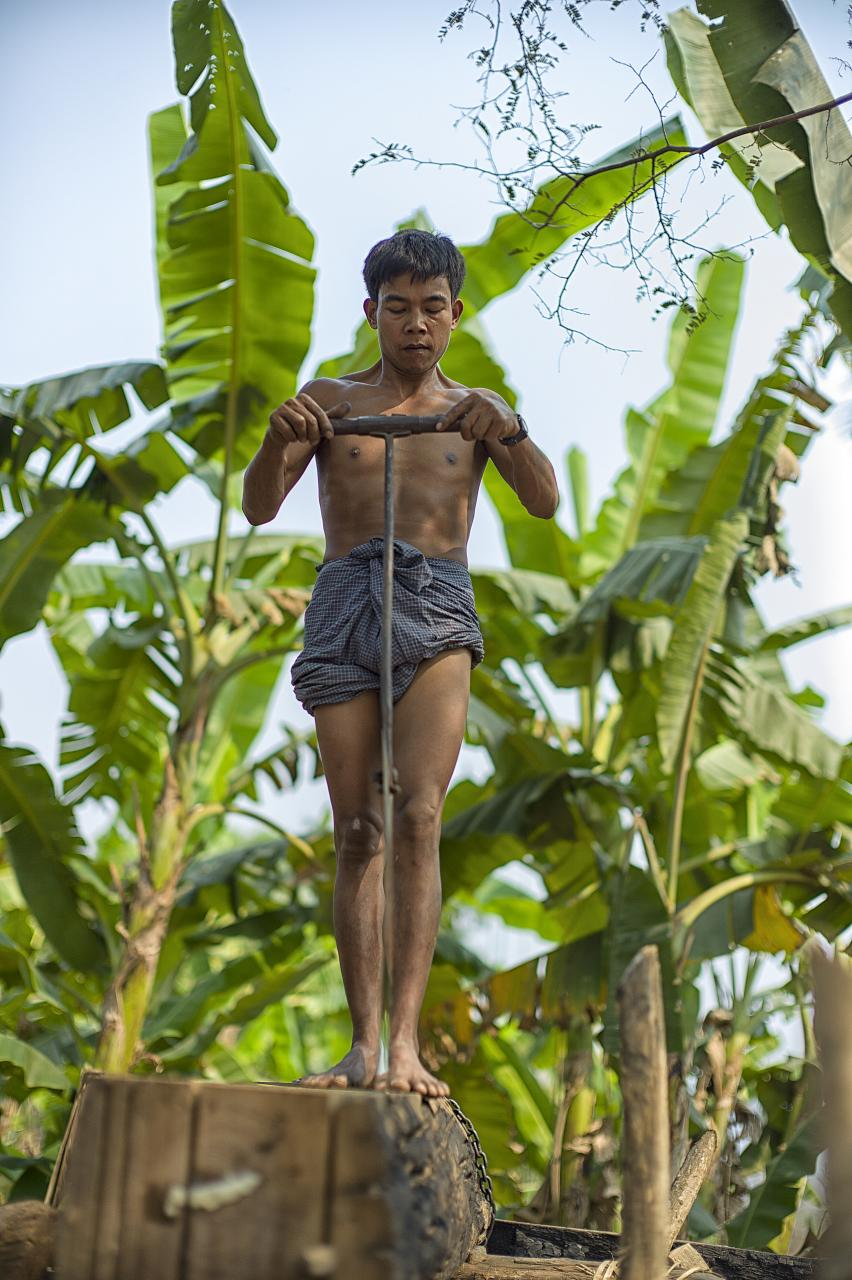
Мужчина в «пасхоу-кхатаун-чжай»
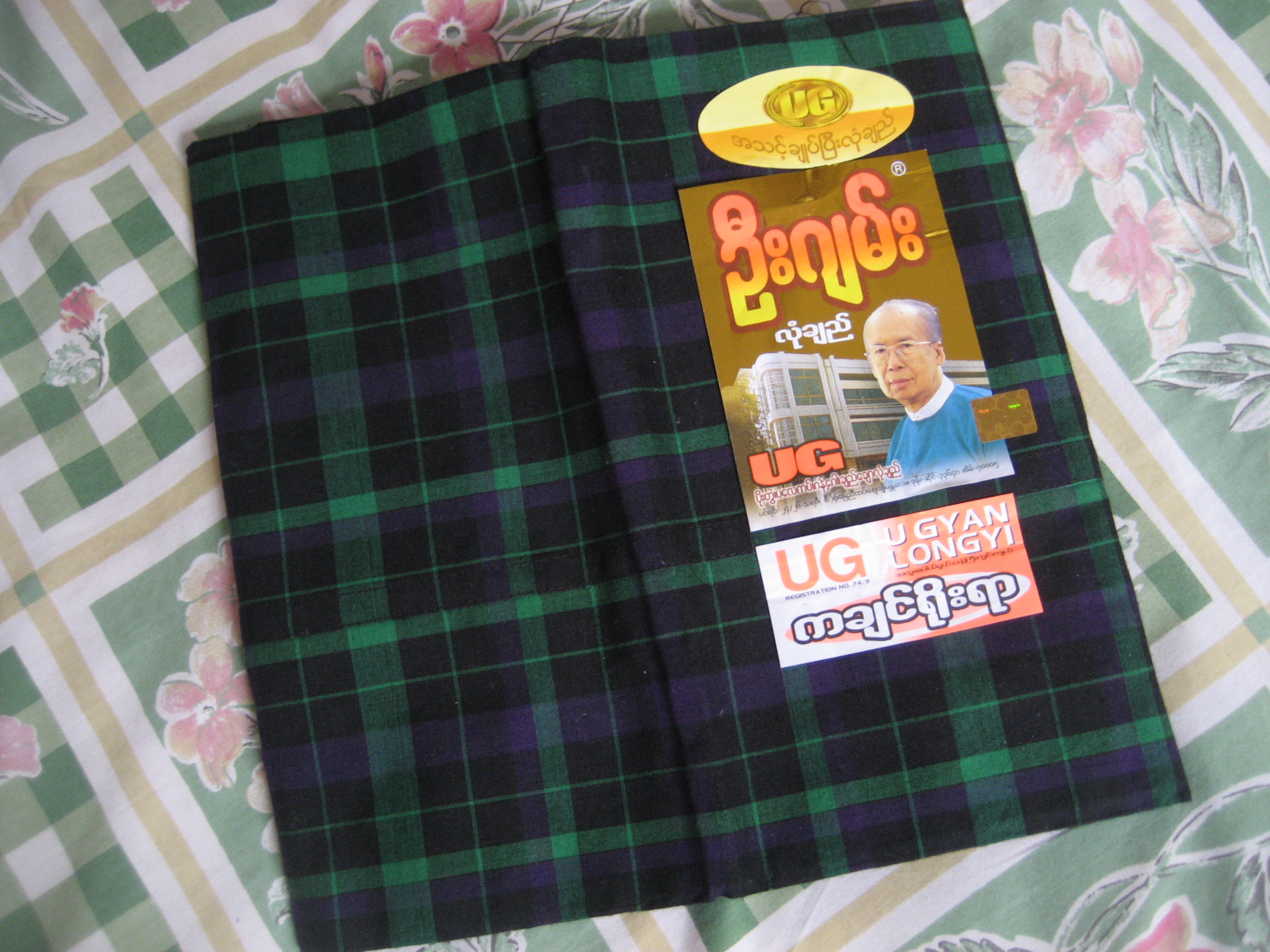
Качинская клетчатая лонджи
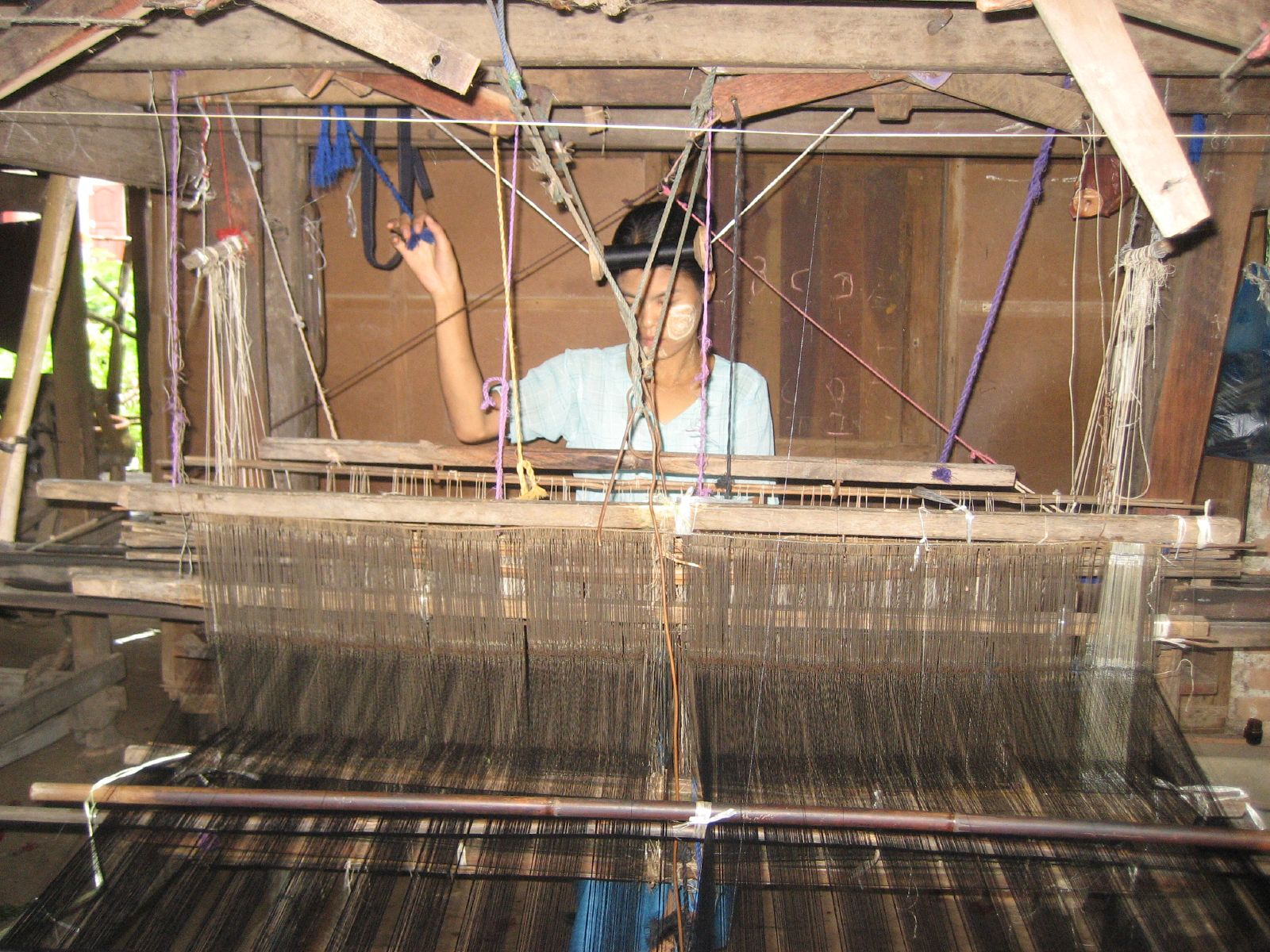
Мьянманка, ткущая лонджи
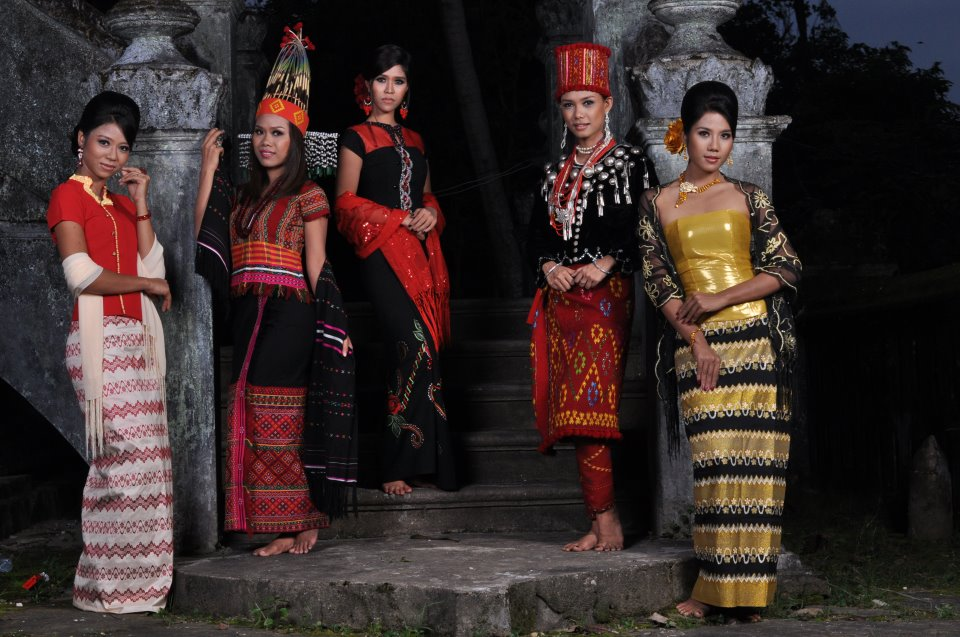
Участницы группы Me N Ma Girls[англ.] в лонджи
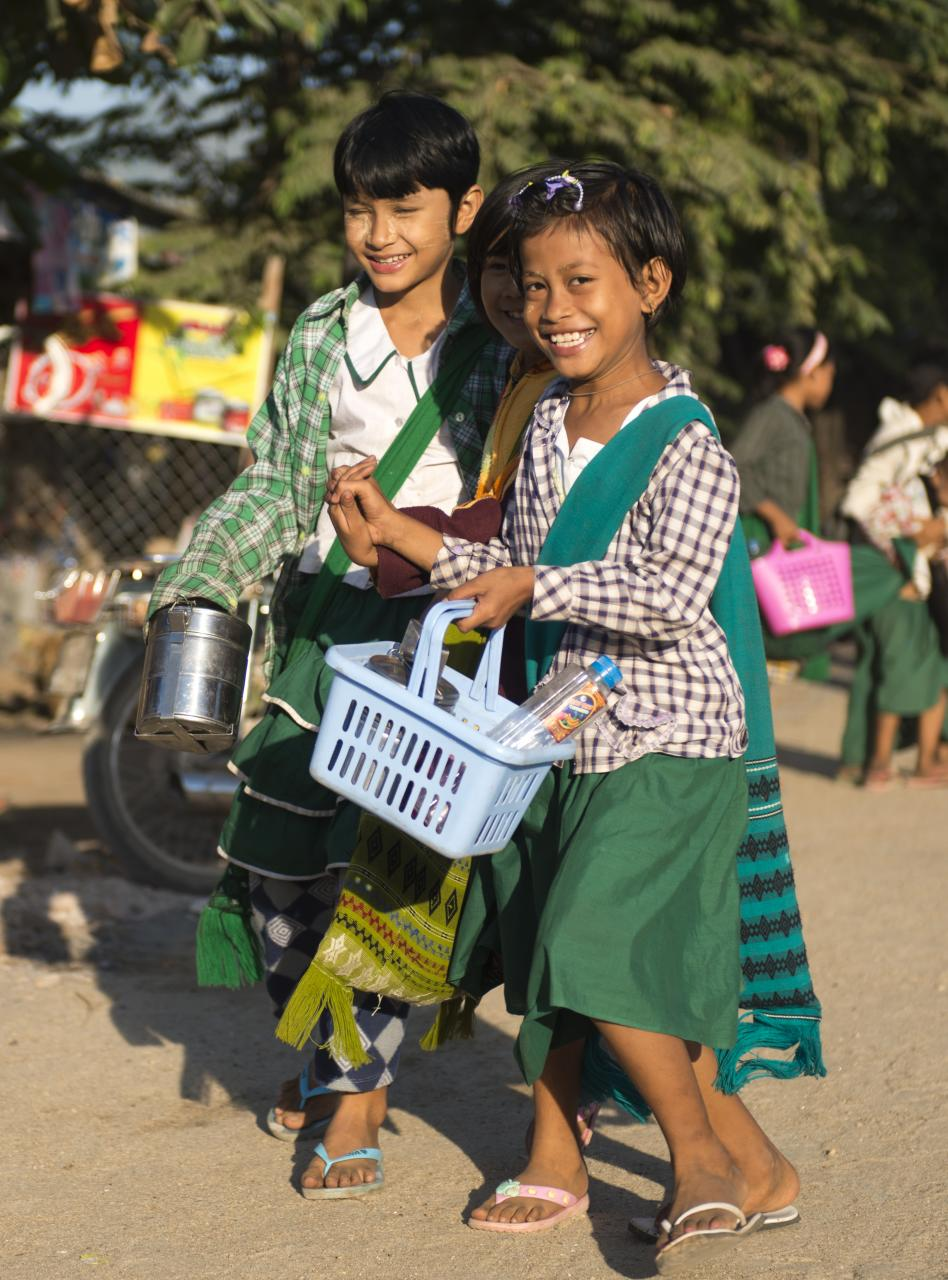
Мьянманские школьницы в зелёной форме